# أولميدلا دي إيليز
بلدية أولميدلا دي إيليز (بالإسبانية: Olmedilla de Eliz)‏، هي إحدى بلديات مقاطعة قونكة إحدى مقاطعات إسبانيا، والتي تقع في منطقة قشتالة لا منتشا وسط البلاد، والمائلة لجهة الشرق من إسبانيا.
يبلغ عدد سكانها 26 نسمة وفقاً لإحصائية سنة (2007).